# ¿Quién manda?
¿Quién manda? es una película de comedia romántica dominicana del 2013 escrita por Daniel Aurelio y dirigida por Ronni Castillo. La película fue seleccionada para competir por el Óscar a la mejor película de habla no inglesa representando a República Dominicana en los Premios Oscar de 2013, pero no fue nominada.

## Sinopsis
Alex es un individuo relajado, sofisticado y seductor al que ni le duran demasiado las relaciones amorosas, que suelen ser cortas y superficiales porque no quiere renunciar a los beneficios de su libertad. Al mismo tiempo, aconseja a sus amigos cómo actuar para conquistar a una mujer.
Pero todo se trastorna cuando conoce a Natalie, sensual, atrevida y divertida, pero con el mismo estilo de vida que él. Como ambos quieren tener el control de la relación se enfrentarán a un cruce de sentimientos para demostrar "quién es el que manda".

## Reparto
- Frank Perozo como Alex
- Nashla Bogaert como Natalie
- Cuquín Victoria como Don Frank
- Amauris Pérez como Eduardo
- Claudette Lali como Carolina
- Akari Endo como Melissa
- Sergio Carlo

## Nominaciones
Por su papel Nashla Bogaert fue nominada al Premio Platino a la mejor interpretación femenina en la I edición de los Premios Platino.